# Laure Prouvost

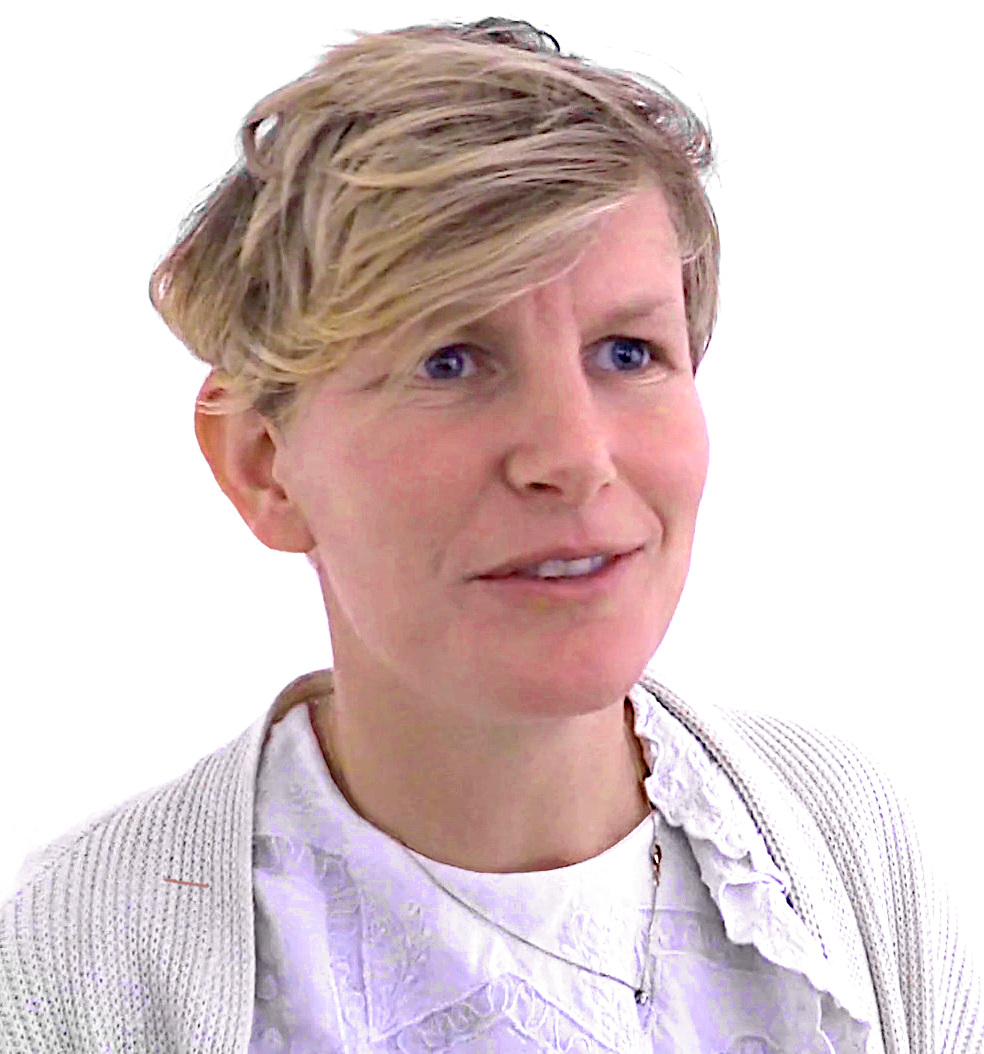
Laure Prouvost (2015)

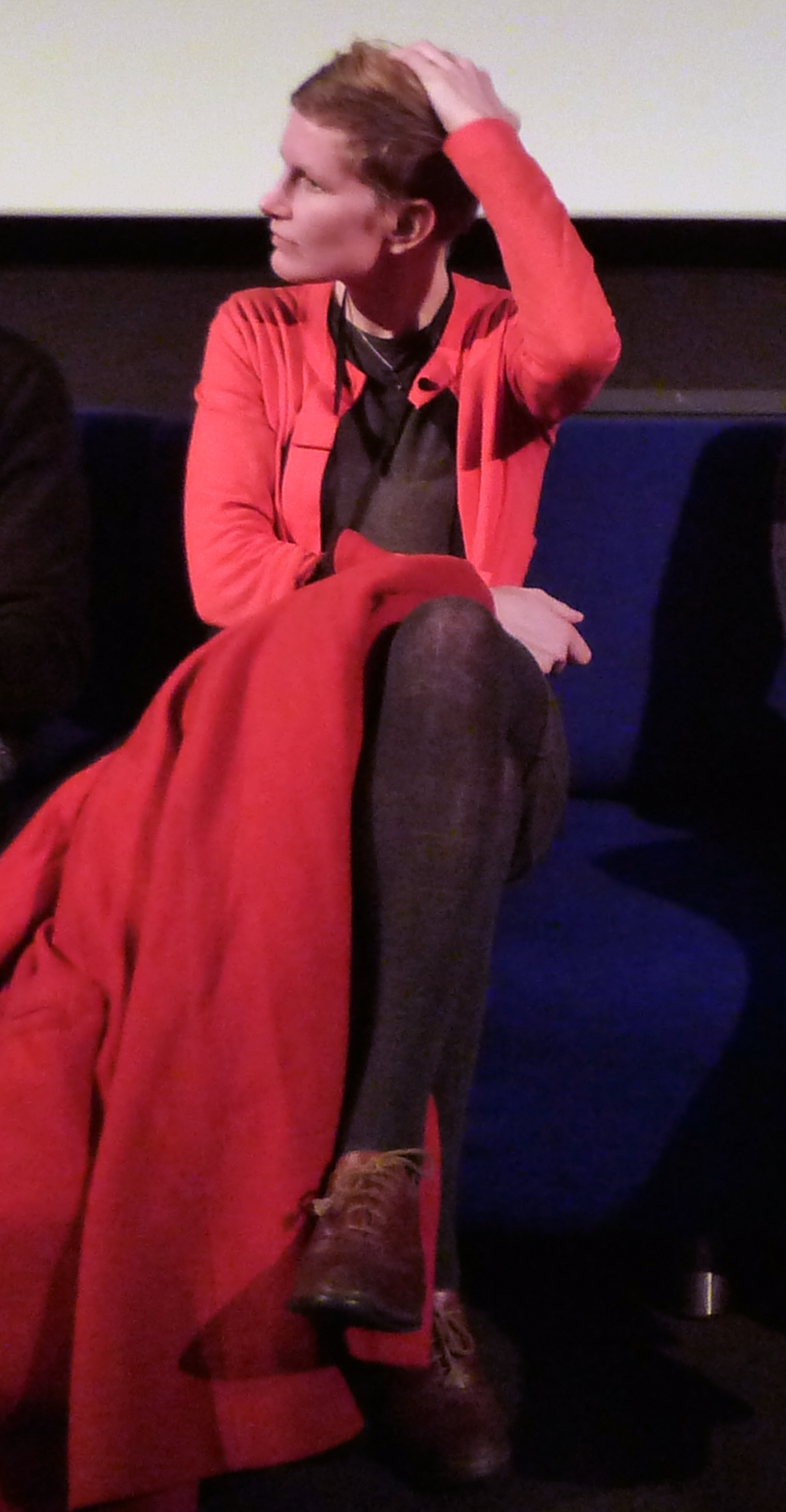
Laure Prouvost (2010)

Laure Prouvost, född 1978 i Croix, nära Lille i Frankrike, är en fransk-brittisk installationskonstnär.
Laure Prouvost utbildade sig 1999–2002 i filmkunskap på Central Saint Martins College of Art and Design i London samt 2007–2010 vid Goldsmiths College på University of London. Efter examen på Saint Martins arbetade hon hos konceptkonstnären John Latham (1921–2006). Hon hade sin första separatutställning 2007 på The Unnamable, Lounge Gallery i London.
Hon fick Turnerpriset 2013 för installationen Wantee. I filmen skildras ett tänkt sammanträffande mellan Laure Prouvosts farfar och Kurt Schwitters.
Laure Prouvost bor och arbetar i London.

## Verk i urval
- 2007  Owt, video
- 2010  I need to take care of my conceptual Grand dad, video
- 2010  The Artist, video
- 2011  The Wanderer, video
- 2012  Why does Gregor never rings, videoinstallation
- 2013  Farfromwords,  videoinstallation
- 2013  Wantee, videoinstallation